# Tripoli tartomány
Tripoli tartomány (arabul شعبية طرابلس [Šaʿbiyyat Ṭarābulus]) Líbia huszonkét tartományának egyike. A történelmi Tripolitánia régióban, az ország északnyugati részén fekszik: északon a Földközi-tenger, keleten el-Markab tartomány, délen el-Dzsabal el-Garbi tartomány, nyugaton pedig el-Dzsifára tartomány határolja. Székhelye a főváros, Tripoli városa. Lakossága a 2006-os népszámlálás adatai szerint 1 065 405 fő.

## Fordítás
Ez a szócikk részben vagy egészben  a   Libyen#Verwaltungsgliederung című német Wikipédia-szócikk ezen változatának fordításán alapul.  Az eredeti cikk szerkesztőit annak laptörténete sorolja fel. Ez a jelzés csupán a megfogalmazás eredetét és a szerzői jogokat jelzi, nem szolgál a cikkben szereplő információk forrásmegjelöléseként.